# Ministerio del Poder Popular para la Juventud
El Ministerio del Poder Popular para la Juventud fue uno de los órganos que conforman el gabinete ministerial del Poder Ejecutivo de Venezuela, creado por el presidente Carlos Andrés Pérez en 1977, el 7 de julio de 2011 su nombre fue cambiado por el presidente Hugo Chávez y disuelto el 2 de septiembre de 2014 para conformar el Ministerio del Poder Popular para la Juventud y Deportes, junto al Ministerio del Poder Popular para el Deporte. El ministerio fue un Órgano, con competencia en el diseño, formulación y ejecución de políticas públicas, dirigidas a la población joven del país (15 a 30 años, de acuerdo a lo establecido en la Ley del Poder Popular para la Juventud).

## Estructura del Ministerio
- Viceministerio para la Organización y Participación de la Juventud
- Viceministerio de Desarrollo Productivo de la Juventud
- Viceministerio de Atención Integral de la Juventud

## Ministros
| Ministros de la Juventud de Venezuela |                           |             |                      |  |
| Orden                                 | Nombre                    | Período     | Presidente           |  |
| 1                                     | Pedro París Montesinos    | 1977        | Carlos Andrés Pérez  |  |
| 2                                     | Alfredo Baldó Casanova    | 1977 - 1979 | Carlos Andrés Pérez  |  |
| 3                                     | Charles Brewer-Carías     | 1979 - 1982 | Luis Herrera Campíns |  |
| 4                                     | Guillermo Yepes Boscán    | 1982 - 1984 | Luis Herrera Campíns |  |
| 5                                     | Milena Sardi de Selle     | 1984 - 1987 | Jaime Lusinchi       |  |
| 6                                     | Virginia Olivo de Celli   | 1987 - 1989 | Jaime Lusinchi       |  |
| 7                                     | Senta Essenfeld           | 1989 - 1992 | Carlos Andrés Pérez  |  |
| 8                                     | Mabely de León Ponte      | 1992        | Carlos Andrés Pérez  |  |
| 9                                     | Teresa Albánez            | 1992 - 1993 | Carlos Andrés Pérez  |  |
| 10                                    | Teresa Albánez            | 1993 - 1994 | Ramón José Velasquez |  |
| 11                                    | Mercedes Pulido           | 1994 - 1996 | Rafael Caldera       |  |
| 12                                    | Carlos Altimari Gásperi   | 1996 - 1999 | Rafael Caldera       |  |
| 13                                    | María del Pilar Hernández | 2011 - 2013 | Hugo Chávez          |  |
| 14                                    | Héctor Rodríguez Castro   | 2013 - 2014 | Nicolás Maduro       |  |
| 15                                    | Víctor Clark              | 2014 - 2014 | Nicolás Maduro       |  |
| 16                                    | Grecia Colmenares         | 2024 - 2025 | Nicolás Maduro       |  |
| 17                                    | Sergio Lotortaro          | 2025        | Nicolás Maduro       |  |